# David Abram
David Abram, né le 24 juin 1957, est un philosophe et écologiste américain.

Dans Nos cabanes, Marielle Macé écrit à propos de David Abram et de son livre publié en français sous le titre Comment la terre s'est tue : 

« Sans doute même l'appétit avec lequel la pensée contemporaine se tourne vers les ritualités, les chamanismes ou les magies a-t-il avant tout à voir avec ce désir de réentendre parler le monde, d'entendre le monde dire ses idées, et de savoir que ce monde (êtres, choses) est lui aussi à l'écoute de ce que nous faisons. Je pense par exemple à l'animisme tranquille professé par David Abram dans la proposition d'élargissement de la perception que constitue Comment la terre s'est tue. Comment la terre s'est tue : ce ne serait donc pas exactement qu'elle ne parle pas, mais qu'elle s'est tue - soit qu'on ne sache pas l'entendre, soit qu'elle ait décidé de faire silence, en certains points du monde, à certaines oreilles (pas toutes, c'est évident), peut-être à l'occasion de chaque extinction
. »

## Biographie
Étudiant en médecine, il a financé ses études en donnant des spectacles de prestidigitation.
Il a fondé l'Alliance for Wild Ethics. En 2014, il occupe la chaire Arne Naess in Global Justice and the Environnement de l'université d'Oslo.

## Publications
- Comment la terre s'est tue. Pour une écologie des sens, [1996] trad. Didier Demorcy et Isabelle Stengers, Paris, La Découverte (Les Empêcheurs de penser en rond), 2013, 350 p. (ISBN 978-2-35925-062-6)[5]
- Devenir animal. Une cosmologie terrestre, [2010] trad. Stefan Kristensen, Paris, Éditions Dehors, 2024, 328 p.  (ISBN 978-2-3675-1038-5). Édition originale : Becoming animal : An Earthly Cosmology, New York, Pantheon Book, 2010.